# 維利亞尼
維利亞尼是拉脫維亞雷澤克內市鎮内的城鎮，位於該國東部，面積4.9平方公里，始建於1495年，2021年人口2,793。第二次世界大戰期間，納粹德國殺害當地一半居民。